# Euphrosyne (planetka)
(31) Euphrosyne je planetka nacházející se v hlavním pásu asteroidů. Byla objevena 1. září 1854 americkým astronomem Jamesem Fergusonem. Své pojmenování nese po řecké charitce Eufrosyné.